# P$C
P$C es un colectivo de artistas, del estado estadounidense de Georgia, liderado por el exitoso rapero sureño T.I. Las palabras P$C son una abreviación de "Pimp Squad Click" y a menudo T.I. en muchas canciones las nombra, además de que el grupo colabore mucho también con el artista.

## Biografía
El grupo fue formado en el año 2001 por él, entonces desconocido, rapero de Georgia T.I. y sus compinches; Big Kuntry King, C-Rod, AK y Mac Boney. Todos ellos estaban bajo contrato por Grand hustle Records.
El 20 de septiembre de 2005, el grupo dejó a un lado su papel secundario y lanzaron al mercado el álbum "25 to Life", con la correspondiente colaboración de T.I. y los miembros de P$C; AK, Mac Boney, Big Kuntry King y C-Rod. Fue grabado por Atlantic Records, una parte de Warner Music Group. De él salieron dos singles "I'm a King" en colaboración de Lil' Scrappy, que también aparecía en la banda sonora del filme Hustle & Flow y "Do Ya Thang", el cual apareció como canción principal en el videojuego Need for Speed Most Wanted.
Los integrantes del grupo han colaborado entre ellos durante los años en sus LP, Mixtapes o similares.
En 2008 el integrante mejor valorado AK (también conocido como AK the Razorman) manifestó su malestar argumentando que T.I. se había vuelto muy "mainstream" debido a sus recientes éxitos y que había dejado al lado a sus antiguos compadres en favor de nuevos artistas. Incluso argumentó que el ara amigo de T.I. desde la adolescencia y que el, y el grupo, le habían sido leales. Por último dejó caer que Grand Hustle originales como C-Rod o Mac Boney aún estaban a la espera del lanzamiento de un disco en solitario. Sin embargo muchos compañeros le dieron la espalda o ignoraron sus declaraciones. Finalmente en 2011 AK fue despedido de Grand Hustle Records y eliminado del grupo.

## Discografía

### Álbumes
| T.I. Presents the P$C: 25 to Life                | - Lanzado: 28 de junio del 2005 - Productora: Grand Hustle Records, Atlantic Records - Formato: CD, descarga digital | 10 | 4 | 1 |
| "—" indica que no alcanzó posición en esa lista. | |    |   |   |

### Mixtapes
| Título                                        | Detalles                                                           |
| --------------------------------------------- | ------------------------------------------------------------------ |
| In da Streets                                 | - Lanzado: 2002 - Grand hustle Records - Formato: Descarga digital |
| In da Streets Part 2                          | - Lanzado: 2003 - Grand hustle Records - Formato: Descarga digital |
| In da Streets Pt. 3                           | - Lanzado: 2003 - Grand hustle Records - Formato: Descarga digital |
| Gangsta Grillz Meets T.I. & P$C In da Streets | - Lanzado: 2003 - Grand hustle Records - Formato: Descarga digital |

## Singles
| Año  | Canción                        | Posiciones en lista | Posiciones en lista | Posiciones en lista | Álbum                                                   |
| Año  | Canción                        | US Hot 100          | US R&B/Hip-Hop      | US Rap              | Álbum                                                   |
| ---- | ------------------------------ | ------------------- | ------------------- | ------------------- | ------------------------------------------------------- |
| 2005 | "I'm A King" (con Lil Scrappy) | #67                 | #16                 | #14                 | Hustle & Flow (BSO) & T.I. Presents The P$C: 25 To Life |
| 2005 | "Do Ya Thang"                  | -                   | -                   | -                   | T.I. Presents The P$C: 25 To Life                       |